# District de Bù Đăng
Le district de Bù Đăng est un district rural de la province de Bình Phước dans la région Sud-Est du Viêt Nam. En 2003, le district avait une population de 108 855 habitants. Il couvre une superficie de 1 488 km2. La capitale du district se trouve à Đức Phong.